# Lichenoconium erodens
Lichenoconium erodens is een korstmosparasiet die behoort tot de orde Lichenoconiales. De soort komt voor op korstmossen uit de geslachten Lecanora en Cladonia . 

## Determinatie
Pycnidiën zijn ondergedompeld, uitbarstend aan de toppen, zwart, openend door een onregelmatige porie en hebben een diameter van (20-) 30-50 (-60) µm. Conidiogene cellen die de binnenwand van de pycnidiale holte bekleden meten (3,5-) 4-5 (-6) × (2-) 3-3,5 (-4) µm. Conidia zijn bruin, glad tot wrattig.

## Verspreiding
Lichenoconium erodens komt met name voor in Europa en Noord-Amerika. Ook zijn er enkele vondsten bekend uit Zuid-Amerika, Azië en Afrika. In Nederland komt het zeer zeldzaam voor.